# 富野由悠季
富野由悠季（日语：／ Tomino Yoshiyuki，1941年11月5日—），本名富野喜幸，為日本的動畫導演、作詞家、小說家。出身於日本神奈川縣小田原市，畢業於日本大學藝術學院電影科。其從參與製作日本最早的電視動畫《原子小金剛》至今，是日本動畫界資歷最久的人物之一。
代表作有《機動戰士鋼彈》系列、《傳說巨神伊甸王》、《麟光之翼》以及《圣战士丹拜因》系列等。

## 筆名
在其職業生涯中，他曾使用多個筆名。他的本名為富野喜幸（「喜幸」日文音同「由悠季」），此名取自父母「喜平」與「幸子」的名字中各取一字所組成。最初，他也曾直接以本名作為筆名使用。自1982年起，他在擔任原作、導演或小說撰寫工作時，改以「富野由悠季」這個筆名活動。
在作詞方面，他則使用井荻麟這一筆名。此名取自日本動畫製作公司日昇動畫事務所所在地下井草和西武新宿線「井荻」站相「鄰」（麟）他執導的動畫作品中，通常在導演欄標註為「富野喜幸」或「富野由悠季」，但主題曲的作詞者則標示為「井荻麟」。
此外，他還曾在分鏡、劇本與演出等工作中使用とみの善幸、斧谷稔（「斧谷」取自其妻的舊姓）、斧谷喜幸等名義；在擔任作畫監督時使用井草明夫，甚至在聲音演出時亦曾以井荻翼為名參與演出。

## 個人經歷

### 早期
富野由悠季於1941年出生於神奈川縣小田原市。與他同年出生的動畫導演包括宮崎駿，以及同樣出身於蟲製作公司的林太郎。在他出生之前，父母原本居住於東京，但因工作調動而遷往小田原。他對母親的相關描述並不多，不過據說母親經常在他幼年時反覆對他說「你是個虛弱的孩子」，這種灌輸使他自小就意識到自己的體弱體質。
父親原本立志成為攝影師，20歲後進入日本大學藝術學部主修美術與美學，直到將近30歲仍是學生。然而，在就學期間太平洋戰爭爆發，為了避免被徵召入伍，他選擇成為化學領域的技術人員，在小田原的軍需工廠任職，參與零式战斗机用加壓服的研發工作。戰後，他違反軍方命令保留了加壓服的相關資料，而這些資料成為日後富野創作以科幻題材動畫的靈感來源之一。受父親影響，富野在小學四年級時曾立志投身航空太空學相關領域，到了國中一年級時希望從事理工或機械方面的工作，但國二時在數學上遭遇挫折，高中升學考未能錄取工業高中，理工之路因此中斷。之後他轉向文科領域，在高中三年間致力於累積寫作基礎，練習小說創作，並開始向各類徵文活動投稿。
小學時期，他在人際關係上與同學格格不入，自述「不擅長記單字和數字，學業成績不佳」。當時他不明白為何自己總被排擠，直到多年後回顧才發現，是自己時常對同儕挑釁在先。在小學生時期，他閱讀了手塚治虫的《原子大使》，並請求父母每月購買連載該作品的《少年》雜誌給他。這段經歷後來成為他與手塚產生關聯的契機。當時的他曾立志成為畫家，但遲遲無法提升繪畫技術，最終在14歲時放棄此夢。此後他深受電影吸引，轉而對電影產業產生濃厚興趣。

### 學生時代
戰後，美國引進的多部科幻電影如《登陸月世界》與《禁忌星球》對富野產生了強烈衝擊。由於當時他就讀的相洋高等學校，而非工業或職業導向的學校，因此畢業後難以直接就業。富野迫於現實選擇升學。而能夠報考的學校中，唯一有機會錄取的就是日本大學藝術學部電影學科。向雙親借款後，順利進入該科就讀。在日本大學就讀期間，他的學長包括導演山本晉也，同期則有後來成為電影導演的神山征二郎。
雖然富野主修的是電影學科中的導演課程，但一年級與二年級的課程以一般教養為主，電影相關的講座僅偶爾安排，而且多數並不吸引他。在一年級時，他為了培養導演所需的劇本理解能力，完成了幾份劇本創作的課題，得以活用高中時期累積的小說寫作經驗，順利通過。然而他對當時學校邀請來的電影業界講師毫無興趣，加上校方未提供學生觀賞檔案館影片的制度，使他在大學第一學年的第二學期起，直到三年級上學期為止，幾乎未再出席課堂。進入大學三年級那年，正值日本電影產業進入衰退期。各大電影公司相繼停止新進人員的招募，電視劇產業則被原電影界轉入的資深人士壟斷，新人難以介入。這種環境使得像富野這樣的畢業生幾乎沒有出路，無法順利進入業界。
富野就讀大學期間，正值俗稱安保斗争的《日美安保條約》修訂抗爭風潮高漲之際。大一時，他加入了所屬學部的學生自治會，大二時更擔任自治會會長，並開始頻繁出入校內自治會聯合組織「中央執行委員會」（簡稱「中執」），在此期間首次對整體安保運動有了基本認識。當時，日本大學的中執與激進的全日本學生自治會總聯合不同，並不進行過激或反社會行動，而是被視為強調產學合作的御用自治會。富野起初對中執內充斥著天馬行空想法的學生們感到新鮮，常常在二年級秋天前後滯留其中，觀察這些人。然而，當他意識到中執實為體制順從的組織後，便對其徹底失望，轉而親近與其相鄰的「日本私立大學團體聯合會」（簡稱「私學連」）的執行部。
升上大三的暑假期間，他在私學連的中執總會上被推薦為副委員長，但因為並非被推薦為委員長，他心生不滿，在總會當場拒絕了這項任命。結果在會議結束後遭到周圍成員批判。隨後中執提出條件：若願接受一年任期，可安排其於畢業後進入日大學生課就職，但富野對此亦予以拒絕，並正式退出中執。由於與中執之間留下嫌隙，他與日大體制關係不睦，甚至在畢業後長期遭到已進入學生課工作的同期職員敵視，直到這批職員相繼退休後，他才於2006年獲邀回校擔任特別講師，與母校關係才稍有改善。
雖然富野曾活躍於學生自治活動，但他始終未直接投身於激進的學生運動，始終保持某種程度的旁觀者立場。然而有次例外：1962年2月，美國司法部長羅伯特·甘迺迪訪日，並預定與時任日大校長古田重二良會面，富野在學生課課長的指派下，成為現場支援人員之一。當時他與其他動員學生一同在日大位於赤坂的迎賓館平房中待命，直到會談結束為止。事後，他們被古田校長安排乘坐賓士轎車離開，親自送返中執成員的住處，這段經歷亦成為他大學時代少數與權力機構接觸的逸事之一。

### 蟲製作
1964年，富野由悠季進入手塚治虫創辦的蟲製作工作。原本志望進入的是電影產業，但在大學畢業前夕，日本主要電影公司已全面停止錄用大學新畢業生。由於其所學專業的限制，唯一能夠就業的對口單位就是虫プロ。自此展開其動畫生涯。
大三十月，他的母親從一則三行人事廣告中得知虫プロ正在預聘（應屆生）新進人員，考量到公司離學校距離近，加上若能從事他嚮往的導演工作就已心滿意足，便在學園祭準備期間參加了面試。到了11月，收到正式錄用通知，並被要求「即使還未畢業，也希望能儘早到職」。值得一提的是，虫プロ僅在這一年進行過預聘新卒，之後未再實施同樣制度。富野在自傳中自述，當年的蟲製作正好相當缺人，不進行考核而單純以面試來錄取新人的狀況，就只有自己入社時的那一次。
在蟲製作時的富野，最初的職務是擔任制作進行，負責管理進度以及聯繫各個部門。可是，本人的意願是擔任演出，加上蟲製作以動畫師至上的風氣，一時使其對此狀況感到不滿。在擔任製作半年左右後，由於《原子小金剛》的原作故事漸漸不敷使用，於是蟲製作便在社內募集劇本；藉此機會，富野第一本被採用的劇本是第96集「機器人未來」。他還同時擔任該集分鏡與演出（當時是以新田修介名義發表）。不久後，富野便在手塚治虫的推薦下進入演出部，由於當時蟲製作的其他作品也開始製作，因此《原子小金剛》一片的重心便漸漸轉移到富野等新人身上，在第一期《原子小金剛》結束時，富野是擔任最多集數演出的人員（全193集中25集）。
在《原子小金剛》後，富野也經手《寶馬王子》以及數部外包作品。但是另一方面，對蟲製作體制的不安，漸漸使得富野萌生退意。他在工作室裡號召改革，却被視為是在煽動罷工。在被視為改革领袖的穴見薰去世後，富野便在1967年離開蟲製作，進入廣告製作公司，同時兼任東京設計師學院講師，其間經手「巴斯克林」等廣告。但是，由於廣告製作和講師的收入不如過去，同時富野也感受到廣告對創作的限制以及自己對廣告製作的不适应，因此一邊接受外包的分鏡委託，一边摸索回歸動畫界的可能性。

### 1970年代
在1968年離開廣告公司後，富野同時辭去了講師一職，并再度投入到動畫業中。在十來年內，富野接了大量的外包分鏡，他以超快的分镜完成速度闻名於業界，其足跡幾乎遍佈60年代後半到70年代多數動畫的演出、脚本栏。這段期間內，富野一边為生活所奮鬥，一边累積大量經驗；同時，與妻子的相遇和結婚生子也是在這段期間之中。
1972年，富野擔任《海王子》的監督，之後在新興工作室創映社（日昇動畫的前身）的草創成員之一渋江靖夫的引薦下，接任1975年的《勇者萊丁》監督一職。可是由於贊助商和電視台對此片的諸多干預，使得富野在兩季後被解任；富野雖然感到十分不甘，但仍舊待在續任的長濱忠夫監督手下做事，並繼續與創映社合作。
之後，歷經創映社改組為新工作室「日本SUNRISE」, 富野担任了其第一作1977年的《无敌超人赞波3》以及隔年《無敵鋼人泰坦3》的監督。富野身為監督之名逐漸在業界受到評價

#### 機動戰士鋼彈
1979年，富野由悠季擔任原作、總導演、劇本、演出、分鏡與主題曲作詞，推出個人代表作《機動戰士鋼彈》。此作一反當時巨大機器人動畫以「正義英雄對抗邪惡怪獸」的傳統公式，開創了後來被稱為「寫實機器人動畫」的全新類型。《機動戰士鋼彈》以人類戰爭與政治衝突為背景，聚焦在角色之間的心理描寫與人性掙扎，成為動畫史上具有劃時代意義的作品。
儘管初播時獲得部分熱情觀眾的支持，但由於節目贊助商CLOVER的玩具銷售成績不佳，富野被迫接受贊助商要求，將原作故事方向大幅調整。自第二季起，節目開場增加了主角機體「鋼彈」變換裝備的片段，每集也固定加入一款「新敵機體」，轉向類似傳統「超級機器人」動畫的商業風格，以利新商品推出。此外，由於玩具業績未達預期，CLOVER要求將原定52集（四季）的劇情縮短為39集。最終，雙方折衷為43集結束，僅比原計劃少一季的篇幅。即使如此，在當年年底的聖誕與新年檔期，「DX合體套組」等商品意外熱賣，促使CLOVER主動提議延長播出，但由於製作進度無法配合，節目最終仍於隔年1月以第43集正式完結。
隨著節目結束，《機動戰士鋼彈》的人氣急遽升溫。大量觀眾開始自發請願要求重播，並促成後續電影版的製作，最終引爆了橫跨動畫、模型、娛樂等多個領域的「鋼彈現象」。除了影響許多後来的作品、改變了業界的劇作形態外，《高达》在當時被視為是超越《宇宙戰艦大和號》的社會現象：以年輕愛好者為主的新世紀動畫宣言等活動，動畫專門誌OUT及隨後的NEWTYPE等諸多新興媒體的創立及熱賣。富野本人日後自述：「當時自己就像是幾乎當上教祖一般」；至今留下許多當時的紀錄。
在《高达》發佈隔年，富野又導演《傳說巨神伊甸王》。此片雖在播映時被中途腰斬，但随着《高达》也得以在电影院中播出完結篇，《傳說巨神伊甸王》雖然沒有造成如《鋼彈》般的巨大迴響，但也受到不少支持。

### 1980年代
1981年，富野由悠季擔任劇場版《機動戰士鋼彈》的總監督，展開《鋼彈》三部曲的電影製作。第一部劇場版《機動戰士鋼彈》改編自電視動畫的前段內容。該片於1981年上映。當時動畫作品改編為劇場版時，製作方常慣例性地指派來自實寫電影界的導演或監修者進行總編輯與再製作。然而，富野對此做法深感違和，並早於電視版製作期間即提出正式書面聲明，若將來《鋼彈》電影化時引入外部（非動畫出身）導演，他將拒絕提供原始影片素材。正因如此，富野最終成功爭取到劇場版的導演主導權，親自擔任總監督。
1981年7月11日，劇場版第二作《機動戰士鋼彈II 哀‧戰士篇》上映。該片同由富野同樣擔任總監督，並再度以井荻麟名義創作主題曲〈哀 戦士〉與插入曲〈風にひとりで〉的歌詞。在1981年5月22日的主題曲發表記者會上，富野正式向媒體公開自己就是「井荻麟」，揭露了這個長期使用的筆名身份。同年，富野也首次獲得動畫雜誌《Animage》舉辦的「動畫大賞（アニメグランプリ）」導演部門第1名，並連續三年蟬聯冠軍。1982年，劇場版第三作《機動戰士鋼彈III 相逢宇宙篇》上映，富野繼續擔任總監督，其中是原電視版作畫監督安彥良和在本片重新參與製作。安彥最初因病中途退出電視版製作，未能完成全篇。因此大量畫面皆為重新繪製。
1982年《战斗装甲Xabungle》和隔年的劇場版、1983年的《聖戰士丹拜因》、1984年的《重戰機L-Gaim》，富野每年都有新作品，且每一作都有新的嘗試；在某一段時間裡，SUNRISE一半以上的作品均爲富野的作品，可以說是他的全盛時期。另外，從這段期間開始約10年以上的時間，富野在製作動畫的同時，幾乎每年都寫一部以上的小說，在工作量上達到顛峰。
1985年可說是富野個人的一大转折點。連續數年的新作雖每每受到矚目和支持並在商業上獲得不錯的數字，但卻無法得到如《GUNDAM》一樣的迴響。SUNRISE工作室于是要求富野做出《GUNDAM》的續集。日後富野懷述，當時自己已隱約感受到自身的未來將被《GUNDAM》所束縛，日後證明果然如其所料。在企畫壓力下的當年，富野做出了《GUNDAM》（以下稱《初代GUNDAM》）的續作《機動戰士Z GUNDAM》。
《Z GUNDAM》的問世可以說樹立了一个至今仍歷久不衰的系列，但對於監督富野本人來說，這絕不是值得欣喜的事。續作與前作風格的大相逕庭，劇情的晦澀難懂以及偏離觀眾期待的發展使得作品並未受到如前作的支持。但是商業上的成功，使得贊助商再度要求續作。自身的作品不受到好評，只有周邊商品受到歡迎，對於監督富野本人來說，這些都絕不是值得欣喜的事。他曾一度打破的鐵則：「機器人動畫就只是30分鐘的玩具廣告」，在《Z》後卻束縛富野比任何一個導演都還要深。
1986年，富野擔任《機動戰士GUNDAM ZZ》的原作、總導演、編劇、分鏡與故事構成，並以作詞筆名井荻麟創作主題曲〈一千萬年銀河〉的歌詞。本作為《機動戰士Ζ鋼彈》的直接續作，然而雖然在《Ζ鋼彈》播出期間就由贊助商方面提出續篇計畫的構想，但富野本人後來表示，這其實是他在預料之中的發展。
1988年，富野擔任《機動戰士GUNDAM 逆襲的夏亞》的原作、導演、編劇與分鏡，本作是鋼彈系列首部劇場版原創作品，並非電視動畫的剪輯版或延伸改編。當時定位為「鋼彈系列的最終章」，富野本人亦明言，本片的核心目的是「為阿姆羅與夏亞之間的故事畫下句點」。與劇場版同時期，富野也親自撰寫兩部小說版本，分別由兩家出版社發行。

### 1990年代
1991年的《機動戰士GUNDAM F91》設定在《機動戰士鋼彈 逆襲的夏亞》之後，但故事人物並未沿用舊有角色，而是全新創建一批角色與機械設定。雖然部分主要設計師曾參與初代鋼彈的設計，但整體走向明顯跳脫過去宇宙世紀主線，開創新時代。隨後1993年的《機動戰士V GUNDAM》。
經歷GUNDAM系列的連作，富野逐漸感到精神上的不適，然後終於在《V GUNDAM》時爆發出來。由於万代和SUNRISE不斷地要求《GUNDAM》的續作，甚至開啟了非富野所導演的新系列；整個《GUNDAM》系列已脫離富野的掌握，成為一個巨大的產業，使得他產生了毀掉GUNDAM系列的念頭。除此之外，企畫方向和作品路線的差異、當時万代和SUNRISE在合併時的秘密協約、贊助商的干預、製作陣的混亂等因素，使得《V GUNDAM》這部作品在收視率和模型銷售均遭到商業上的失敗。可是，贊助商依然要求隔年完成新GUNDAM作品；萬念俱灰的富野，在身心狀況極為不佳的狀況下，將《機動武鬥傳G高達》企畫原案交給自己所推薦的後任導演今川泰宏，然後黯然淡出電視動畫。
在《V GUNDAM》之後的幾年間，富野的狀況可說是非常不好；據他本人日後自述，當時罹患精神官能症的富野時常暈眩，連家門也不敢出去，在病情稍微好轉後，也只敢走在泥土地上。在這段期間內富野一方面調養身心，一方面寫了數本小說、拍了幾部零碎的動畫作品，並為SUNRIS在E製作動畫方面進行非正式的諮詢及監修，但對一個原來以電視動畫作為業的動畫監督來說，當時已是半退休狀態。
1998年對於富野來說，是動畫人生的第二个转折點；隨著有線電視台WOWOW需要一個新的動畫企畫來推動付費節目，以及做為《GUNDAM》20週年前的預備作品，富野得以創作出非《GUNDAM》系列的全新作品《機動神腦》。此作對於富野意義重大，既得以藉此摸索重新回到電視動畫界的機會，他在本作所揭示的主題和方向性也一直延續至後續作品，直到現在。在世紀更迭的時刻，社會動盪不安、人們對未來不再充滿希望、内心逐漸疲累、陰暗起來；而這樣的風氣，同樣也進入了動畫中，比如出現了許多精神上極端的描寫。感受到這股時代氣氛的富野，由於自己也曾經有過精神萎靡的經驗，因此在自稱為「復健作」的《機動神腦》及其之後，開始以「健康」、「正向」的理念做為作品主軸。在陰暗的時代與動畫中，維持一贯的明亮積極的精神，可以說是富野之後的堅持； 「不創作會製造出病人的作品」表現了富野一貫的好勝心，也表達了自身動畫的方向性。
1999年的《GUNDAM》20週年紀念作品《∀GUNDAM》雖然繼承了長年困擾富野本人的「GUNDAM」之名，但卻是延續了《機動神腦》之來，正面肯定人性的作風；其創作意念的「全否定、全肯定」同時概括了自身的心境、創作生涯以及整個《GUNDAM》系列，並展現了與過往風格的不同之處。此兩作與2002年的作品同樣展現明亮風格、于多用年輕成員的《極限戰士》時常被並稱，並且有別於過去沉重鬱抑的色彩。

### 21世紀
2002年，富野由悠季擔任WOWOW台播出的動畫《帝皇戰紀》的原作、總監督、編劇、演出及分鏡，富野在該作中融入了自己對「藝能」與「祭典」的熱情，將這些元素融合於故事內容與演出手法。
2005年，富野將舊作《Z GUNDAM》改編為三部電影作，也進行了網路配信動畫《麟光之翼》的制作。
2009年富野公佈了紀念短片《Ring of GUNDAM》，據富野說這是一部以闡述全體主義並且希望能為《GUNDAM》系列開啟下一個30年的指標作。同年，於義大利的海灣動畫節與瑞士的羅加諾影展分別獲得終身成就獎與名譽金豹獎。
2010年开始，富野除了將代表作小說重新發行，還發表了短篇小說《はじめたいキャピタルGの物語》，2011年更於新雜誌發表新企畫《Gレコ》至2014年发展为新作电视动画《GUNDAM_G之复国运动》，虽其内容压缩导致商业成绩不佳，但这部作品仍在2019~2022年发展成为剧场版五部曲。
2016年，富野就任一般社團法人動畫觀光協會理事長。
2019年至2022年期間，於日本全國8個美術館舉辦「富野由悠季的世界」展覽。
2021年獲任命為故鄉小田原市的「故鄉大使」。同年秋季以文化功勞者項目獲頒文化勳章獲選
2025年，包含富野在內共15人被任命為日本艺术院新院士。

## 人物

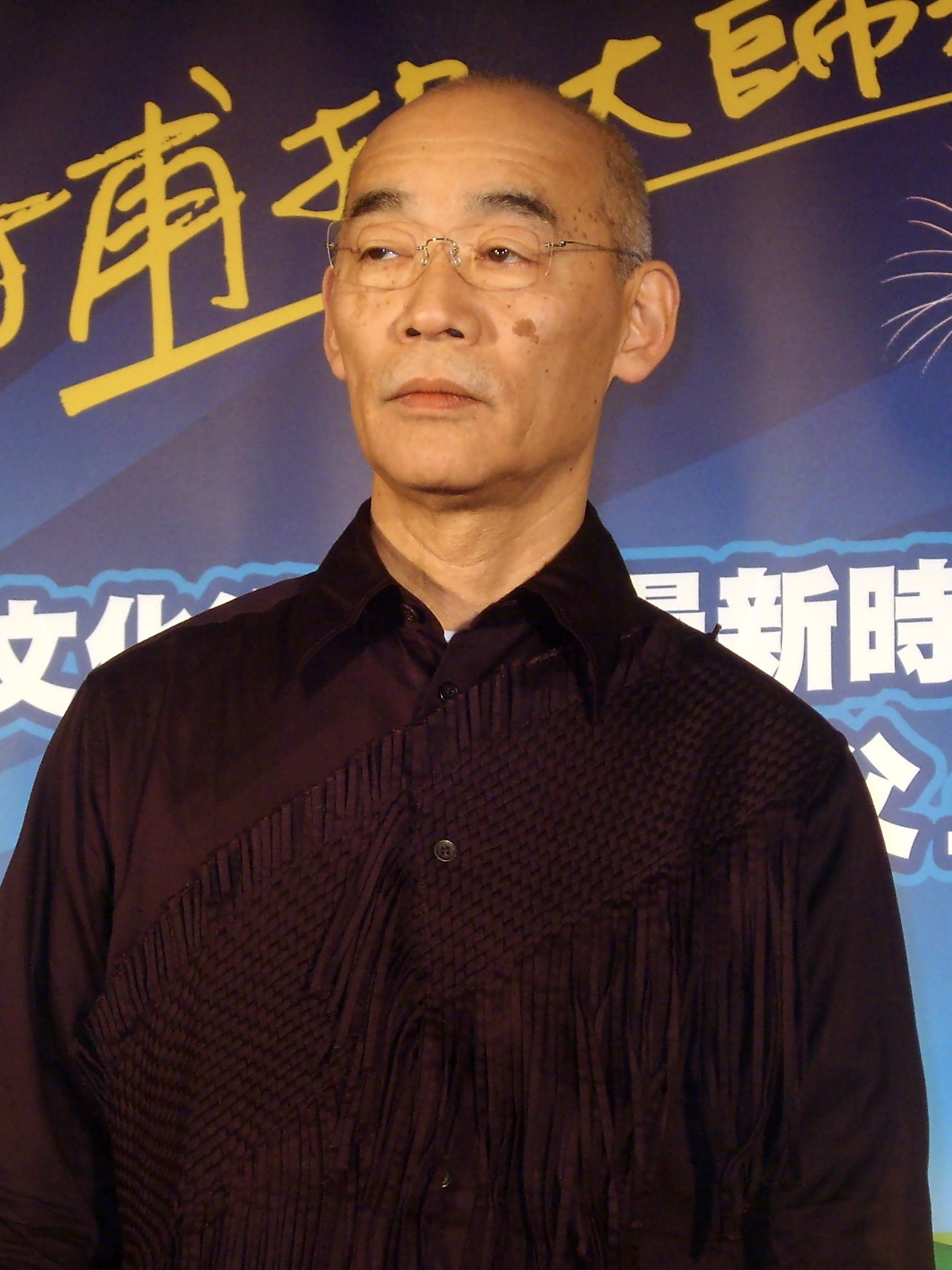
攝於2008年，台北

血型AB型，興趣為素描。已婚，育有兩女。在提到其家人時，皆使用假名來代稱。小女兒為現代舞編舞家富野幸緒。
在虫pro時期，曾因為年紀比自己小卻擁有優越繪畫技術的動畫師們而受到衝擊，在苦惱「如何不輸給他們」後，得出的結論是「畫出比誰都快的分鏡」；而後在獨立初期，富野也曾被其他工作室的人揶揄毫不了解電影演出，在感到屈辱的同時也感到「過去的自己只不過是自我陶醉」，因而持續地學習和接工作。「為了提升自己的技術，不得不強迫自己去面對世間」；而這段期間累積的工作量，甚至使得富野被業界戲稱為「妄想切千本分鏡的富野」，其名稱遍佈60年代後半到70年代多數動畫的演出、腳本欄。如同當時的綽號一般，富野工作的速度在業界被稱為「分鏡只要交給富野三天就可以完成」，雖然身為外部人員而未能參與作品製作核心，但在製作日程非常緊湊的動畫業界，也有如同富野的人材相當受到重視的一面。
對聲優的選擇，比起「配音」，富野更要求的是「演技」，因此早在擔任監督初期，便開始從舞台、演員中挑選聲優，例如池田秀一、鈴置洋孝、戶田惠子等人，都是於富野作品中出道的；近年來更挖掘了璐美、小林愛、福山潤等多名現在正活躍在第一線的新一代人材。而既有形象強烈的專業聲優，也都在富野的指導下得以擴展表演領域，例如古谷徹、鹽屋翼、子安武人等。另一方面，在聲優的演技指導上也是出了名的嚴厲；在錄音作業進行時幾乎都會濱臨現場進行指導的富野，對於表現好的聲優會不吝給予贊賞及掌聲的同時，對無法達到要求的人則予以痛斥。剛出道時的阪口大助、新井里美、浅川悠等人，都談到在富野的嚴厲下，忍不住哭出來的經驗；渡邊久美子等也談到在錄音時的壓力之大，不是其他作品能比；曾擔當富野作品主角的平松廣和、飛田展男等人也曾提到若表現不理想，甚至會有在劇中讓角色死亡退場的可能性。
對於凡事都相當認真，在諸多場合中，面對少年及兒童讀者的投稿，也毫不敷衍地給予嚴厲批評；近年在ANIMAGE的專欄，對年齡小自己三、四輪的讀者們也盡自身最大誠意予以回應。除此之外，對於社會責任以及個人修養也大力提倡；在奧姆真理教沙林毒氣事件中，富野是日本動畫界之中唯一對此積極發言，並論及動畫業界責任的相關人士。
好勝心和上進心相當強的同時，對於有才能的人也絕不吝於稱讚。既將長濱忠夫、出崎統與高畑勳等人為自己演出面上的學習對象，對視為勁敵的宮崎駿也給予最大限度的讚賞。對於曾是上司的杉井儀三郎，稱其是「對動畫的感性在宮崎駿之上的作家」，面對原惠一，稱其作品比神隱少女更有資格得到奧斯卡獎。

### 軼聞
- 直到80年代初期，動畫工作室還不是很重視畫片的管理，甚至放置在完全開放的場所，因而不時會遭小偷光顧；聽到如此消息的富野，曾經拿著球棒睡在SUNRISE的浴室裡一整晚等待對付小偷。
- 在《鋼彈》的動畫熱潮時期，還是學生的岡田斗司夫為首的愛好者，曾興沖沖與富野約在咖啡廳見面。在懷著輕鬆心情想要聽《鋼彈》製作秘辛的岡田等人面前，富野卻穿著整套白西裝出現，對學生們大談身為社會人應有的姿態和責任。
- 在高橋良輔監督繼《太陽之牙》後，正苦於不知要提出手中哪一個企畫案時，富野對其中之一大力推薦，並建議高橋選用，而那個案子就是日後高橋的代表作《裝甲騎兵》。
- 90年代後期，富野曾在活動上被人嘲笑頭髮愈來愈少，結果過幾個月後，富野乾脆就以頭髮整個剃光的模樣亮相，嚇到了許多業界內外人士。
- 於90年代後期至2000年代初期，角川春樹曾與富野關係密切，甚至還曾公開宣布要進行以富野為導演，將SF小說家小松左京的傑作之一《無盡漂流的終點》（果しなき流れの果に）動畫化的企劃。然而，該企畫日後因為角川春樹的入獄而不了了之。
- 在《魔女潛艦》特別出演時，據導演樋口自陳，原本富野出場一幕應該更長，但因為富野的存在感太強，怕觀眾誤以為富野的鏡頭是劇情伏筆，因而不得已只好大幅減短，而改收錄於DVD特典之中。
- 在《日本沉沒》出外景到寺廟時，富野曾因身穿袈裟和其外貌，而被恰巧造訪的旅客誤認為真正的住持，而真正的僧侶們反而被認為是臨時演員。
- 在《少林少女》中客串女主角已逝世的祖父，功夫道場的師父。富野雖與此片導演本廣克行交情篤厚，卻對本片評價甚低，稱此片為「想要模仿《少林足球》卻畫虎不成反類犬」的作品。
- 在《SD GUNDAM FORCE》制作期間，富野曾對其3D技術相當有興趣，因此不時沒有事先告知工作人員便到現場參訪，嚇得工作人員們大為驚慌；而導演便以劇中敵方小卒看到大將來時大喊「T（omino）大人」而驚慌失措的模樣來調侃這種狀況。另外，富野本來也主動希望能夠切本作的分鏡，但因檔期關係而沒有實現。

## 劇作風格
富野作品向來以深厚、複雜、論理性、多揣摩空間之風格為一大特色，因此被視為打破既有傳統、人物具有真實感、深具衝擊性，一方面被人批為難以理解，另一方面卻增加了觀賞時的思考與想像空間。
稱自己所有作品共通的主題是探究人的獨立、義務、主權，以及找出人類造出的劣根性。

### 富野的命名
富野對於角色的命名不常用既有名詞，而多為自創（亦或是既有名詞的變音）；其取名主要重視順口、發聲時的自然。富野本人也在音上多所琢磨，為的是追求自創名字的說服性，以及帶給作品獨有的風格。
其標題早期因為贊助商多為玩具公司的背景，因而多採用「漢字+主角機」的命名法（例如：機動戰士GUNDAM、重戰機L-Gaim）；富野本人稱此為「為了瞞混過贊助商囉唆」的命名，和劇中稱呼未必一致（例如：機動戰士=Mobile Suit、重戰機=Heavy Metal）。又，除了L-Gaim以外，富野所有的機器人動畫標題內一定有「゛」和「ン」。

### 富野的小說
其著書約半數為動畫作品的小說化，不過也有許多原創作品，其中也不乏被搬上其他媒體的作品（如Gaia Gear、麟光之翼等）。近年來逐漸封筆，理由是富野稱自己沒有文采，而且將小說看得太過個人性，以至於流於宣洩自我的情欲和不滿的管道。
本人近年來雖自述不適任小說家，但其創作作品數在20部、70本以上，機動戰士GUNDAM系列既開拓80年代角川文庫以青少年讀者群為目標的先驅，其初部原創小說『麟光之翼』等也在當時以成年讀者群為主的『野性時代』連載，其小說創作時間超過三十年。

### 富野的作詞
富野長年多於自身作品的主題歌等擔任作詞（另外有一部份則提供於聲優的專輯），其作詞總量超過80曲，居動畫界演出家作詞者之冠。

## 動畫作品

### 電視動畫
- 《原子小金剛 (動畫第一作)（日语：鉄腕アトム (アニメ第1作)）》（1963年－1966年）- 編劇、導演
- 《海王子》（1972年）- 導演、編劇、分鏡
- 《勇者莱汀》（1975年－1976年）- 總導演（僅前期）、分鏡（卸任總導演後以斧谷稔名義）[53]、演出
- 《快樂王子》（短篇教育電影，1975年）- 導演  
  - 榮獲1975年教育電影祭一般教養部門兒童劇・動畫類最優秀作品獎及第17屆厚生省兒童福祉文化賞。原作為奧斯卡·王爾德。此為面向全國幼稚園與小學，供情意教育目的播放的教育影片，並未公開上映。
- 《月光女侠》（1975年）- 導演（僅後期）、分鏡（以阿佐美奈美名義）[54]
- 《无敌超人赞波3》（1977年－1978年）- 原作、總導演、分鏡、演出
- 《无敌钢人泰坦3》（1978年－1979年）- 原作、總導演、編劇、分鏡、演出
- 《機動戰士鋼彈》（1979年－1980年）- 原作、總導演、分鏡、演出
- 《傳說巨神伊甸王》（1980年－1981年）- 原作、總導演、分鏡
- 《戰鬥裝甲Xabungle》（1982年－1983年）- 原作、導演、分鏡
- 《聖戰士DUNBINE》（1983年－1984年）- 原作、總導演、編劇、分鏡
- 《重戰機》（1984年－1985年）- 原作、總導演、分鏡
- 《機動戰士Z鋼彈》（1985年－1986年）- 原作、總導演、編劇、分鏡
- 《機動戰士鋼彈ZZ》（1986年－1987年）- 原作、總導演、編劇、分鏡
- 《機動戰士V鋼彈》（1993年－1994年）- 原作、總導演、分鏡、構成
- 《闇夜時代劇（日语：闇夜の時代劇）》第2話〈看清真面目〉（電視劇，1995年）- 編劇、導演
- 《巴依斯頓威爾物語 鴉之翼（日语：バイストン・ウェル物語 ガーゼィの翼）》（OVA，1996年）- 原作、導演、編劇、分鏡
- 《Brain Powerd》（1998年）- 原作、總導演、編劇、分鏡、演出
- 《∀鋼彈》（1999年－2000年）- 原作、總導演、編劇、分鏡
- 《帝皇戰紀》（2002年－2003年）- 原作、總導演、分鏡
- 《麟光之翼》（OVA・網路配信，2005年－2006年）- 原作、總導演、編劇、分鏡
- 《Ring_of GUNDAM》（活動上映，2009年）- 原作、總導演、編劇、分鏡[55]
- 《GUNDAM G之复国运动》（2014年－2015年）- 原作、總導演、編劇、分鏡；第26話亦以「井荻翼」名義參與聲演[56]

### 動畫電影
- 機動戰士鋼彈系列
  - 《機動戰士鋼彈 (劇場版)（日语：機動戦士ガンダム）》（1981年）- 原作、總導演
  - 《機動戰士鋼彈II 哀‧戰士篇（日语：機動戦士ガンダムII　哀・戦士編）》（1981年）- 原作、總導演
  - 《機動戰士鋼彈III 宇宙相逢篇（日语：機動戦士ガンダムIII　めぐりあい宇宙編）》（1982年）- 原作、總導演
- 《傳說巨神接觸篇／發動篇》（1982年）- 原作、總導演
- 《戰鬥裝甲Xabungle劇場版（日语：ザブングル グラフィティ）》（1983年）- 原作、導演
- 《機動戰士鋼彈 逆襲的夏亞》（1988年）- 原案、原作、導演、編劇
- 《機動戰士GUNDAM F91》（1991年）- 原作、導演、編劇
  - 《劇場版 ∀鋼彈 地球光／月光蝶》（2002年）- 原作、總導演、分鏡
- 機動戰士Z GUNDAM劇場版
  - 《機動戰士Z鋼彈 星之繼承者》（2005年）- 原作、總導演、編劇、分鏡  
    - 榮獲第10屆《動畫神戶》劇場部門作品賞、第20屆《數位內容大獎（日语：デジタルコンテンツグランプリ）》優秀獎

  - 《機動戰士Z鋼彈II 戀人們》（2005年）- 原作、總導演、編劇、分鏡
  - 《機動戰士Z鋼彈III 星之躍動是愛》（2006年）- 原作、總導演、編劇、分鏡
- 鋼彈G之復國運動系列
  - 《鋼彈Reconguista in G I 去吧!核戰機（日语：ガンダム_Gのレコンギスタ#劇場版）》（2019年）- 原作、總導演、編劇、分鏡[57]
  - 《鋼彈Reconguista in G II 貝爾利進擊（日语：ガンダム_Gのレコンギスタ#劇場版）》（2020年）- 原作、總導演、編劇、分鏡[58]
  - 《鋼彈Reconguista in G III 來自宇宙的遺産（日语：ガンダム_Gのレコンギスタ#劇場版）》（2021年）- 原作、總導演、編劇、分鏡[59]
  - 《鋼彈Reconguista in G IV 激鬪吶喊的愛（日语：ガンダム_Gのレコンギスタ#劇場版）》（2022年）- 原作、總導演、編劇、分鏡  [60]
  - 《鋼彈Reconguista in G V 越過死亡線（日语：ガンダム_Gのレコンギスタ#劇場版）》（2022年）- 原作、總導演、編劇、分鏡[61]

### 參與作品
- 《緞帶騎士（1967-1968年）
- 《巨人之星》（1968-1971年）
- 《動物1號（日语：アニマル1）》（1968年）
- 《夕陽番長（日语：夕やけ番長）》[註 1]（1968-1969年）
- 《海底小遊俠》（1969年）
- 《巨人之星對原子小金剛（日语：巨人の星対鉄腕アトム）》（1969年）
- 《鄉下大將（日语：いなかっぺ大将）》（1970-1972年）
- 《多羅羅 (1969年動畫)（日语：どろろ）》（1969年）
- 《紅三四郎（日语：紅三四郎）》（1969年）
- 《嚕嚕米 (動畫)（日语：ムーミン）》（1969-1970年）
- 《排球女將》（1969-1971年）
- 《男子漢小鬼頭（日语：男一匹ガキ大将）》（1969-1970年）
- 《席頓動物記（日语：シートン動物記）》（1970-1971年）[註 2]
- 《明日之丈》（1970-1971年）
- 《昆蟲物語 孤兒哈奇（日语：昆虫物語 みなしごハッチ）》（1970-1971年）
- 《飘泊的太阳》（1971年）
- 《不可思議的梅爾莫（日语：ふしぎなメルモ）》（1971-1972年）
- 《國松大人的出巡（日语：国松さまのお通りだい）》（1971-1972年）[63]
- 《正義與愛之者：月光假面》（1972年）
- 《天才妙老爹》（1971-1972年）（阿佐みなみ名義）
- 《新小鬼Q太郎（日语：新・オバケのQ太郎）》（1971-1972年）
- 《夢雪莉CoCo（日语：モンシェリCoCo）》（1972年）
- 《打不死蟾蜍君（日语：ど根性ガエル）》（1972-1974年）（阿佐みなみ名義）[64]
- 《哈澤登（日语：ハゼドン）》（1972-1973年）
- 《小青蛙德美坦（日语：けろっこデメタン）》（1973年）
- 《再造人卡辛》（1973-1974年）
- 《山鼠洛奇查克（日语：山ねずみロッキーチャック）》（1973年）
- 《汪汪小子（日语：ワンサくん）》（1973年）（阿佐みなみ名義）
- 《英勇無敵號》（1973-1974年）
- 《宇宙戰艦大和號》（1974-1975年）（僅第4話）
- 《小天使》（1974年）
- 《新孤兒哈奇（日语：新みなしごハッチ）》（1974年）
- 《破裏拳波利馬（日语：破裏拳ポリマー）》（1974-1975年）
- 《侍將軍（日语：侍ジャイアンツ）》（1973-1974年）
- 《北海小英雄》（1974-1975年）
- 《龍龍與忠狗》（1975年）
- 《萬裏尋父（日语：アンデス少年ペペロの冒険）》（1975-1976年）
- 《日本昔話動畫（日语：まんが日本昔ばなし）》（1975-1995年）
- 《寻母三千里》（1976年）
- 《長濱浪漫機器人系列（日语：長浜ロマンロボシリーズ）》（1976-1979年）
  - 《超力電磁俠》（1976-1977年）
  - 《波羅五號》（1977-1978年）
  - 《鬥將大武士》（1978年-1979年）（阿佐みなみ名義）
- 《太空小五义》（1976年）
- 《小機器人比頓（日语：ろぼっ子ビートン）》（1976-1977年）
- 《小浣熊拉斯卡爾（日语：あらいぐまラスカル）》（1977年）
- 《小雙俠》（1977-1979年）（僅第39話）
- 《席頓動物記 小熊傑奇（日语：シートン動物記 くまの子ジャッキー）》（1977年）
- 《飛龍戰隊（日语：とびだせ!マシーン飛竜）》（1977-1978年）
- 《佩琳物語》（1978年）
- 《未來少年柯南》（1978年）（僅第14、21話）
- 《漫畫兒童文庫（日语：まんがこども文庫）》（1978-1979年）
- 《合身戰隊機甲神（日语：合身戦隊メカンダーロボ）》（1977年）
- 《小安妮》（1979年）
- 《神勇戰士》（1980-1981年）（第1話分鏡／斧谷稔名義）

#### 其他參與作品
- 《The Ultraman》（電視系列、1979-1980年）- 分鏡
- 《無敵機器人 托萊達G7》（電視系列、1980-1981年）- 分鏡
- 《銀河漂流》（電視系列、OVA 1983-1998年）- 原案[註 3]
- 《聖戰士DUNBINE》（OVA 1988年）- 原作・監修
- 《閃電霹靂車》（電視系列、1991年）- 初期片頭
- 《媽媽是小學四年級生（日语：ママは小学4年生）》（電視系列、1992年）- 片頭分鏡
- 《超級機器人大戰》宣傳影像（於東京電玩展放映、1997年）- 導演、劇本、分鏡[註 4]
- 《G-SAVIOUR》（特攝劇、2000年）- 原作・特別監修
- 《GUNDAM THE RIDE（日语：GUNDAM THE RIDE）》（劇場作品、2000年）- 原作・特別監修
- 《鋼彈新體驗 ‐0087‐ 綠色潛航者（日语：ガンダム新体験 ‐0087‐ グリーンダイバーズ）》（劇場作品、 2001年）- 原作・特別監修
- 《鋼彈危機（日语：ガンダムクライシス）》（劇場作品、 2007年）- 原作・特別監修
- 《GUNDAM EVOLVE 5 RX-93 ν GUNDAM（日语：GUNDAM_EVOLVE#GUNDAM_EVOLVE_5_RX-93_ν_GUNDAM）》（OVA、2007年）- 故事構想・題材協力
- 《超級機器人大戰Z 特別篇（日语：スーパーロボット大戦Z スペシャルディスク）》（遊戲、2009年）-「XAN-斬-」戰鬥動畫分鏡修正[66][67]
- 《花之诗女 GOTHICMADE》（劇場作品、2012年） - 特別鳴謝

## 著作

### 小說
機動戰士鋼彈系列
- 《機動戰士鋼彈》全3卷（朝日索諾拉（日语：朝日ソノラマ）〈索諾拉文庫〉、1979-1981年）、（角川書店〈角川文庫、1987年）、新版・角川輕小說（日语：角川スニーカー文庫））

角川版進行了部分修訂。
- 《機動戰士Ζ鋼彈（日语：機動戦士Ζガンダム）》全5卷（講談社、1985-1986年）、（角川文庫、1987年）、新版・角川輕小說
- 《機動戰士鋼彈 逆襲的夏亞》全3卷（前篇・中篇・後篇）（德間書店〈動畫誌文庫（日语：アニメージュ#アニメージュ文庫）〉、1987-1988年、復刊2009年）
- 《機動戰士鋼彈 高速流星》全3卷（德間書店〈德間雙文庫（日语：徳間デュアル文庫）〉、2002年）

以月刊《動畫誌》連載，標題為《機動戰士鋼彈 逆襲的夏亞 高速流星》。
- 《機動戰士鋼彈 逆襲的夏亞 貝爾托琪卡的孩子們》全1卷（角川文庫、1988年）、新版・角川輕小說
- 《機動戰士鋼彈 閃光的哈薩威》全3卷（上・中・下）（角川輕小說、1989-1990年）。新版・KADOKAWA、2021年
- 《機動戰士鋼彈F91 交叉骨先鋒》全2卷（上・下）（角川輕小說、1991年）
- 《蓋亞齒輪（日语：ガイア・ギア）》全5卷（角川輕小說、1988-1992年）

於《月刊Newtype》1987年至1991年間連載。
- 《機動戰士V鋼彈》全5卷（角川輕小說、2003-2004年）
- 《密會～阿姆羅與拉拉（日语：密会〜アムロとララァ）》上卷・下卷（角川mini文庫、1997年）、合訂版全1卷（角川輕小說、2000年）

文庫版為mini文庫版兩冊合訂，並加筆修正。
- 《想開始的Capital G故事》

於《鋼彈Ace》創刊100期（2010年12月號）投稿的未完成作品，《鋼彈 G的復國運動》原型作品，收錄於劇場版特別上映劇場販售的《GUNDAM 35th ANNIVERSARY BOOK YOSHIYUKI TOMINO 1979-2014》。
拜斯頓·威爾故事系列
- 《麟光之翼》全6卷（角川書店 カドカワノベルス、1984-1986年）
  - 文庫版全6卷（角川文庫、1986年）。新版・角川輕小說
  - 完全版全4卷（角川書店、2010年），4冊套裝亦有發行。

於《野性時代》（角川書店）連載。完全版為全面改稿及書寫新作。
- 《包包物語》全2卷（上・下）（角川文庫、1986-1987年）

以《包包物語（利斯特里） From BYSTON WELL STORIES》標題於《月刊Newtype》1985年4月～1986年12月連載，共21回。
- 《光束戰記（日语：オーラバトラー戦記）》全11卷（カドカワノベルス、1986-1992年／角川輕小說、2000-2001年）

於《野性時代》連載。
- 《拜斯頓·威爾故事 加賽之翼（日语：バイストン・ウェル物語 ガーゼィの翼）》全5卷（Aspect公司（日语：アスペクト (企業)）〈Logout冒險文庫（日语：ログアウト冒険文庫）〉、1995～1997年）新版・Famitsu文庫（日语：ファミ通文庫）

於《月刊LOGOUT》連載（僅第1卷分）。
其他小說
- 《布倫賓德》3卷（僅第一卷《記憶的啟程》以斧谷稔名義撰寫。台詞皆與動畫版相同）（ハルキ文庫、1999年）
- 《傳說巨神伊甸翁》全3卷（ソノラマ文庫、1981-1982年／角川文庫、1987-1988年）。新版・角川輕小說
- 《破嵐萬丈系列（日语：破嵐万丈シリーズ）》全4冊（ソノラマ文庫、1987-1992年）
- 《席瑪·席瑪》全3卷（アニメージュ文庫、1988-1989年）
- 《尋找阿貝尼爾》全3卷（ソノラマ文庫、1995-1996年）
- 《王之心》全3冊（カドカワノベルス、1995-1996年）

### 漫畫原作
- 《機動戰士海盜GUNDAM》（作畫：長谷川裕一）全6卷（角川コミックス・エース、1994-1997年）

### 隨筆及其他
- 《所以我……通往「鋼彈」之路》（だから僕は… 「ガンダム」への道、德間書店、1981年）
  - 增訂版《所以，我……》（だから、僕は…）（同・アニメージュ文庫、1983年）
  - 再訂版《所以我……通往鋼彈之路》（だから僕は… ガンダムへの道）（角川輕小說、2003年）[69]

自傳性隨筆，主要描述過去工作經歷，鋼彈內容較少提及。
- 《「伊甸翁」導演筆記－教你如何製作動畫》（德間書店、1982年）

描述TV版從停播到電影版公開的製作過程。原於《動畫誌》電視播映期同時連載。
- 《∀（Turn A）的療癒》（角川春樹事務所、2000年／ハルキ文庫、2002年）

隨筆，內容涵蓋從《V鋼彈》導演前至《∀鋼彈》放映結束期間。
- 《映像原則－從新手到專業的分鏡主義》电影旬报社「キネ旬ムック」、2002年／改訂版・キネマ旬報ムック、2011年）

記述映像製作中從剪輯、作畫、演技、音響等幾乎所有工作要點的實務書。
- 《問富野!》（德間書店、2005年）
  - 《問富野!!》（同・アニメージュ文庫、2010年）
  - 《問富野!! 憤怒的赤篇》（德間書店、2017年）
  - 《問富野!! 悟的青篇》（德間書店、2017年）

收錄於《動畫誌》連載的富野人生諮詢讀者問答，收錄與歌手Gackt和聲優·歌手桃井春子的對談。
- 《「鋼彈」的家庭論》（ワニブックス ワニブックスPLUS新書、2011年）[70]
- 《在可憐的神國角落》
於新興音樂娛樂（日语：シンコーミュージック・エンタテイメント）硬搖滾雜誌《炎》連載專欄。
- 《不可輕視製作動畫－在「G-復國運動」所思》（KADOKAWA、2021年）

### 共同著作
- 《戰爭與和平》共著：大塚英志・上野俊哉・佐々木薰（日语：ササキバラ・ゴウ）（德間書店、2002年）
- 《請教我，我是富野》（角川書店、2005年）

收錄富野主持《鋼彈Ace》雜誌連載的對談企劃。對談對象有坂村健、上妻宏光、齋藤孝 (教育學者)、水谷修、野口聰一。裝幀由樋口真嗣設計，視覺為雙手高舉怒吼的裸體富野，解說由福井晴敏撰寫。
- 《致鋼彈世代的提言 富野由悠季對談集 I》、《II》、《III》（角川書店、2011年）

收錄《鋼彈Ace》連載的100回對談企劃，3卷共收錄96次對談。

### 相關書籍
- 《富野由悠季全工作 1964-1999》（電影旬報社「キネ旬ムック」、1999年）

長篇訪談及多位業界人士談富野，為日本動畫史重要資料。
- 《富野語錄 富野由悠季訪談集（Rapport Deluxe）》（ラポート、1999年）
- 《從鋼彈現場 富野由悠季發言集》編：冰川龍介（日语：氷川竜介）・藤津亮太（日语：藤津亮太）（キネマ旬報社「キネ旬ムック」、2000年）
- 《鋼彈者 創造鋼彈之男們》（講談社、2002年）
- 《富野由悠季的世界》（キネマ旬報社、2019年）
- 藤津亮太：「富野由悠季論」，筑摩書房（2025年3月21日）[71]

### 作詞
除了作品歌曲外，富野尚為以下專輯作曲：
- 《The Longest Road in 破嵐萬丈 / 鈴置洋孝》（1980年）

聲優：鈴置洋孝的唱片製作、廣播劇、作詞。A面為廣播劇唱片。以井荻麟名義作詞《Hassha Bye》（用於劇場版《Ζ鋼彈》插入歌）。
- 《LOVE PROFILE》たいらいさお（日语：たいらいさお）（1983年）

全曲以井荻麟名義作詞。
- 《STARLIGHT SHOWER》MIO（現MIQ）（1984年）

井荻麟名義提供「阿母麗（アモレイ）」、「Good-bye Tokyo」。原為LP專輯，2012年發行CD版。
- 《REVERBRATION IN GUNDAM》井上大輔（日语：井上大輔）
- 《HEROES〜to my treasure〜》古谷徹（2008年）

以井荻麟名義作詞「拉拉的夜想曲 -nocturne-」，作曲為Gackt。

## 原作・原案名義作品
以下的作品即便是由富野由悠季以外的工作人員製作的影像作品，在字幕中仍被標示為「原作者」或「原案者」，並與矢立肇並列顯示。
- 《重戰機艾爾蓋姆 OVA》三部作
- 《SD GUNDAM系列》
- 《機動戰士GUNDAM 0080：口袋裡的戰爭》
- 《機動戰士GUNDAM 0083：Stardust Memory》
- 《機動武鬥傳G鋼彈》
- 《新機動戰記鋼彈W》系列
- 《機動新世紀鋼彈X》
- 《機動戰士GUNDAM第08MS小隊》
- 《機動戰士鋼彈SEED》系列
- 《GUNDAM EVOLVE》系列（僅《EVOLVE 5》除原作・原案外亦有參與）
- 《機動戰士鋼彈 MS IGLOO》系列
- 《機動戰士鋼彈00》系列
- 《模型戰士GUNDAM模型製作家 起始G》
- 《機動戰士鋼彈UC》
- 《機動戰士鋼彈AGE》系列
- 《鋼彈創鬥者》系列
- 《鋼彈桑》
- 《機動戰士鋼彈 THE ORIGIN》系列
- 《機動戰士鋼彈 鐵血孤兒》系列
- 《機動戰士鋼彈 雷霆宙域戰線》系列
- 《機動戰士GUNDAM Twilight AXIS》
- 《鋼彈創鬥者 潛網大戰》系列
- 《機動戰士鋼彈NT》
- 《機動戰士鋼彈 閃光的哈薩威》劇場版三部作
- 《機動戰士GUNDAM 庫克羅斯·德安之島》

其他如漫畫、小説等鋼彈作品中也幾乎都會標示其名，這也成為該作品經日昇監修、屬於正式鋼彈作品的象徵。

## 註解
1. ↑  後半的演出。也就是說雖可視為首部總導演作品，但實際上僅參與前幾話，導演仍為前半的木下蓮三[62]。
2. ↑  以插畫構成呈現的非動畫作品。
3. ↑  如同《十五少年漂流記》那樣，僅由孩子們在宇宙中求生的故事構想，原是《機動戰士鋼彈》企劃初期被棄用的案子，此作重新採用該點子，故被列為「原案」。
4. ↑  未具名於製作名單中，總時長為3分35秒[65]。

## 外部連結
- ITmedia News 「お前らの作品は所詮コピーだ」--富野由悠季さん、プロ論を語る（2008年10月31日）
- 「ホワイトベース」は何故「宇宙戦艦ヤマト」より強いといいきれるのか
- 藤津亮太：「富野由悠季論」、Webちくま
- Nippon Battling Society, in which Tomino is in charge （日語）
- Animefood Magazine Yoshiyuki Tomino Interview
- Entry in The Encyclopedia of Science Fiction

社群帳號
- 富野由悠季の世界展的X（前Twitter）
- 富野由悠季の世界的Facebook專頁
- 巡回展「富野由悠季の世界」的Instagram帳戶

評論網站
- 富野由悠季在互联网电影资料库（IMDb）上的資料（英文）